# Fiołek pagórkowy
Fiołek pagórkowy (Viola collina Besser) – gatunek rośliny należący do rodziny fiołkowatych. Występuje w Azji i w Europie. W Polsce występuje głównie na południu, poza tym w rejonie doliny dolnej Wisły i Bugu.

## Morfologia

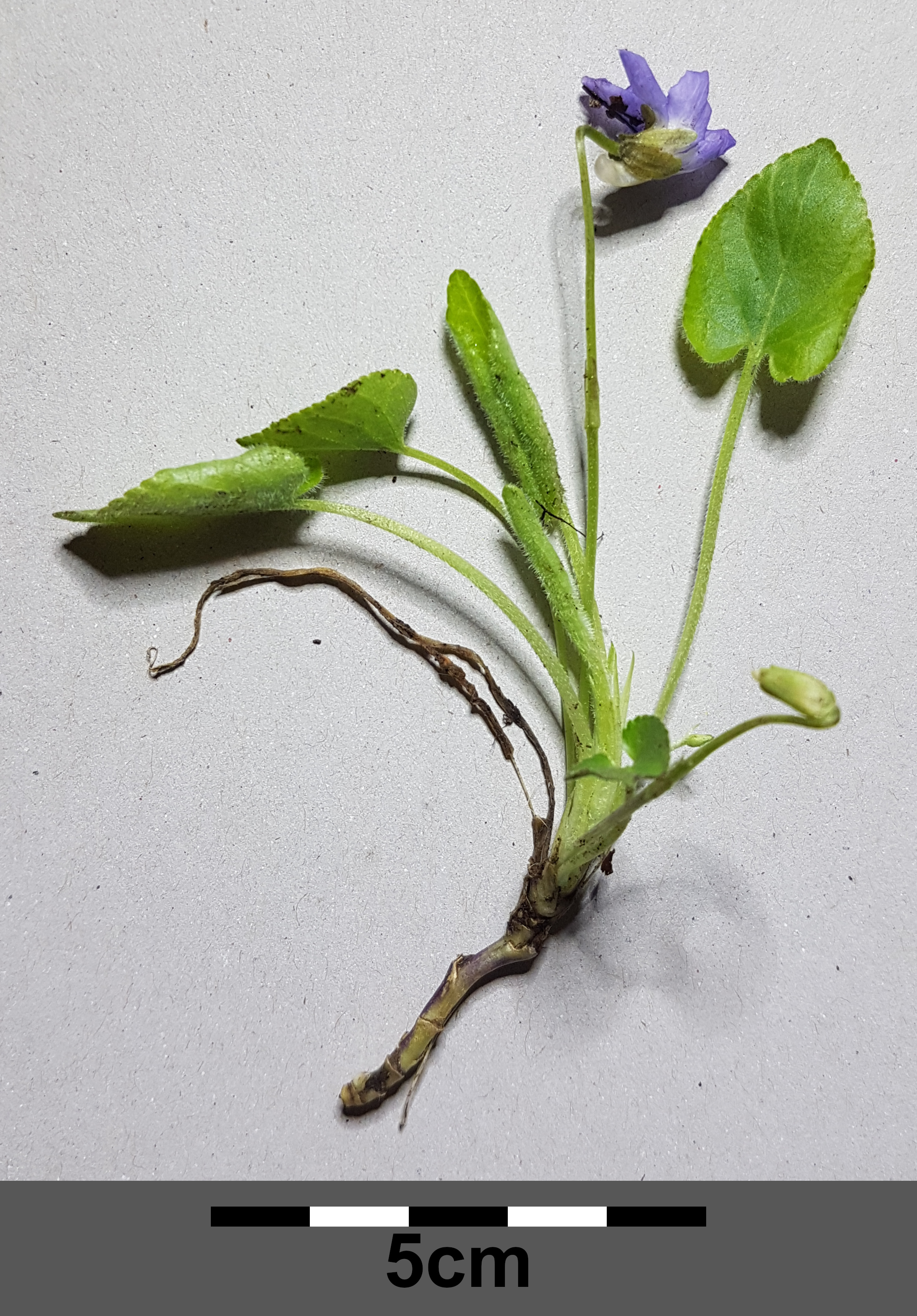
Pokrój

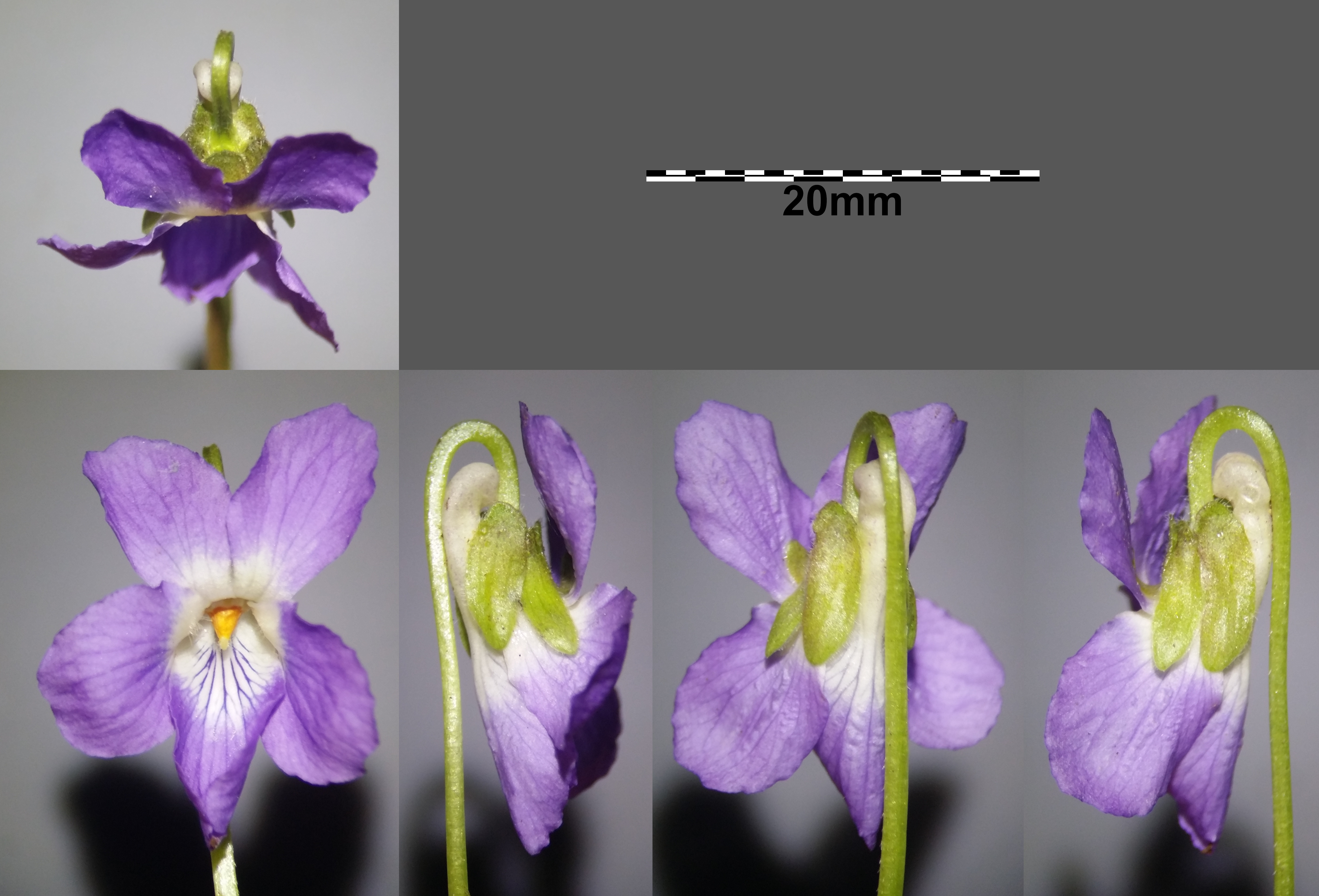
Kwiat

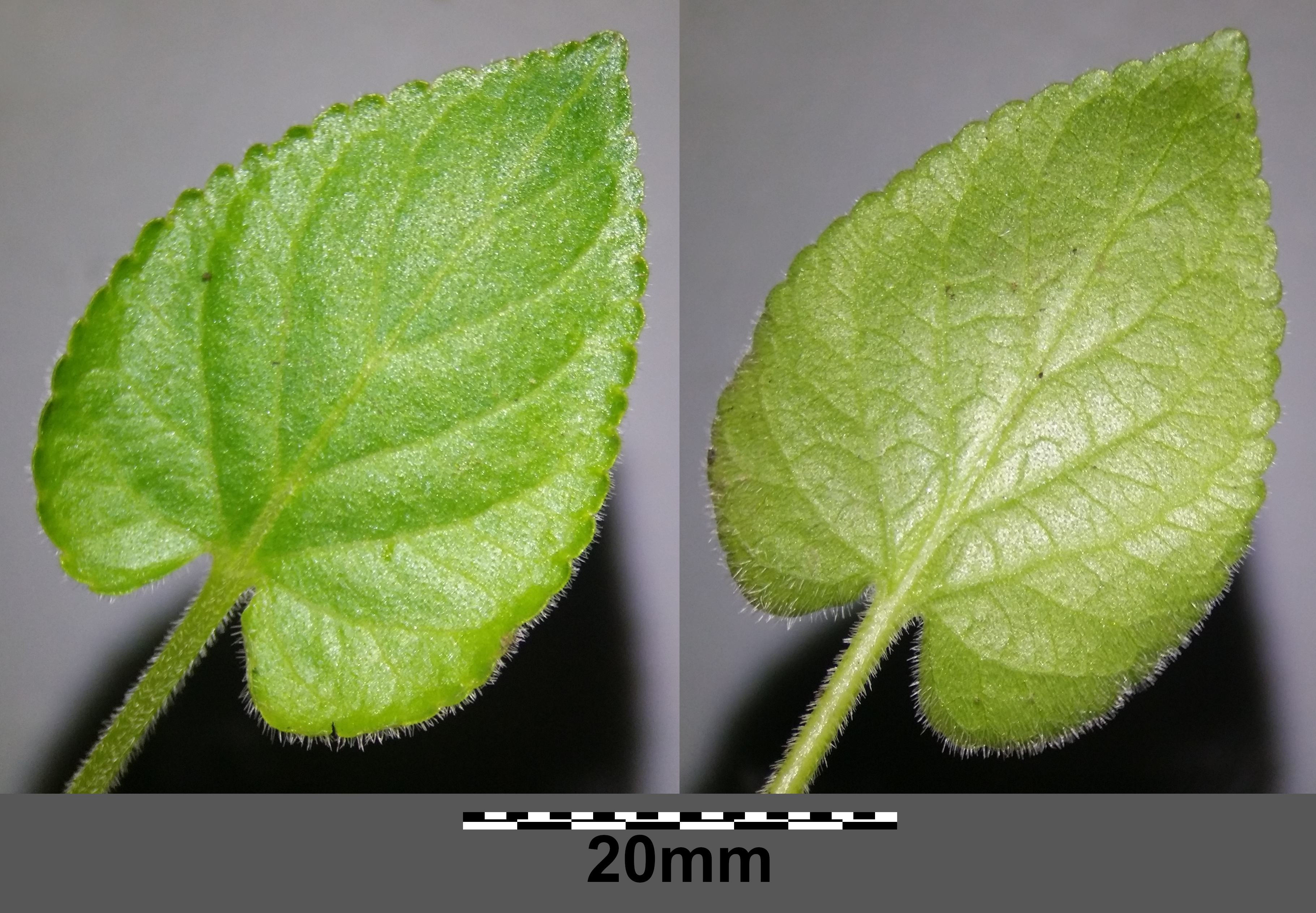
Liść

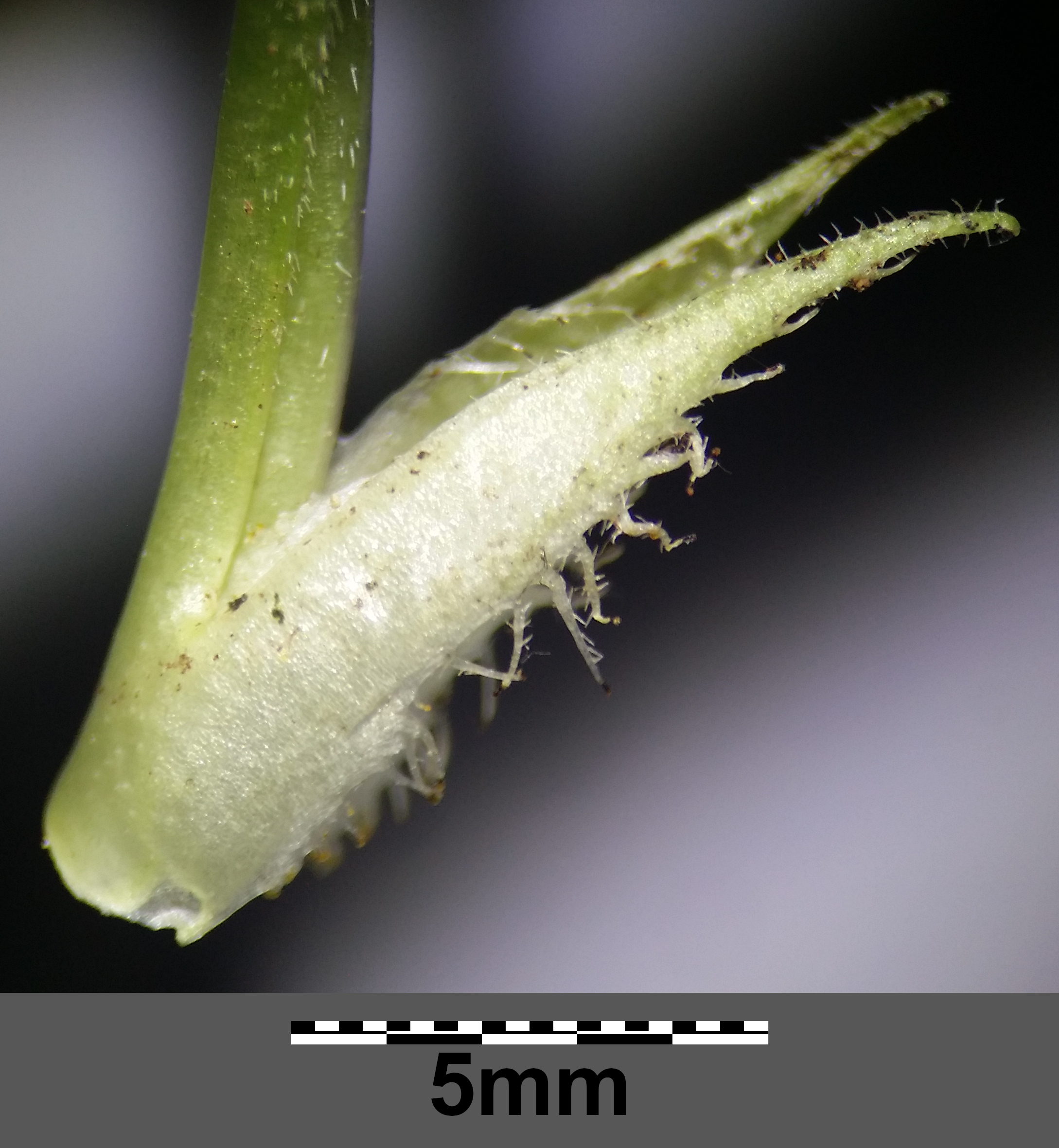
Przylistek

PokrójDorasta do 5-12 cm wysokości. Roślina nie wytwarza rozłogów, posiada natomiast wielogłowe kłącze. Nie posiada nadziemnej łodygi.
LiściePosiada wyłącznie liście odziomkowe. Blaszka liściowa jest żółtawozielona i ma owalny kształt. Mierzy 6–20 mm długości oraz 5–18 mm szerokości, jest ząbkowana na brzegu, ma sercowatą nasadę z dużą zatoką i ostry lub tępy wierzchołek. Ogonek liściowy jest nagi. Przylistki są silnie owłosione, frędzlowate.
KwiatyPojedyncze, wyrastają w kątach liści odziomkowych, wonne. Mają działki kielicha o lancetowatym kształcie i dorastające do 2–3 mm długości. Płatki są odwrotnie jajowate i mają jasnofioletową, liliową lub białozielonkawą barwę, dolny płatek jest wycięty, podługowato łyżeczkowaty, posiada obłą ostrogę o białawym kolorze. Na środku szypułki lub pod kwiatem, występują dwa podkwiatki.
OwoceTorebki mierzące 3-4 mm długości, o kulistym lub jajowatym kształcie, owłosione, osadzone na prostej, odgiętej w dół szypułce.

## Biologia i ekologia
Bylina, hemikryptofit. Kwitnie od marca do maja. Siedlisko: zarośla, suche lasy i obrzeża lasów. 

## Zmienność
- Tworzy mieszańce z fiołkiem białym, f. bławatkowym i f. wonnym[6].
- Istnieje podgatunek fiołek porfirowy (Viola collina ssp. porphyrea) – występuje w rezerwacie Kruczy Kamień w Górach Kruczych. Uznawany jest za endemita[6], ale też za mieszańca międzygatunkowego (V. collina × V. odorata) Viola × porphyrea[8].